# In the Palace of the King (film 1915)
In the Palace of the King è un film muto del 1915 diretto da Fred E. Wright.
Basato su un popolare romanzo di F. Marion Crawford, In the Palace of the King: A Love Story of Old Madrid pubblicato nel 1900, il soggetto verrà ripreso nel 1923 da un remake dallo stesso titolo, In the Palace of the King, diretto da Emmett J. Flynn e adattato per lo schermo da June Mathis.

## Trama
Accolto a Madrid come un eroe nazionale dopo aver sconfitto i Mori in battaglia, don Juan viene sospettato da Filippo, re di Spagna e suo fratellastro, di ambire al trono. Il re, per contrastare i supposti piani di Juan, si oppone alla storia d'amore del fratello con Dolores Mendoza. Chiede così al padre della giovane dama, capo delle guardie reali, di impedire alla figlia di frequentare Juan. Mendoza, quando Dolores si rifiuta di obbedirgli, la rinchiude in convento ma, aiutata dalla sorella, la ragazza riesce a fuggire.
Temendo per la salvezza di Juan, Dolores si rifugia da lui. Quando Filippo si presenta in casa del fratellastro insieme a Mendoza, Juan nega che la giovane si trovi lì e il re lo pugnala. Mendoza, allora, per fedeltà al trono, accetta di assumersi la responsabilità dell'assassinio ma il buffone di corte scopre che don Juan in realtà non è morto, ma è rimasto soltanto ferito.

## Produzione
Il film fu prodotto dalla Essanay Film Manufacturing Company.
La scenografia del film ricrea l'architettura spagnola basandosi su disegni originali dell'Alhambra. Per le scene di massa, vennero impiegati cavalleggeri e truppe di fanteria della Guardia Nazionale dell'Illinois. Vennero anche fatti arrivare da Chicago (sede della casa di produzione) un centinaio di ballerini.

## Distribuzione
Distribuito dalla V-L-S-E, il film uscì nelle sale cinematografiche statunitensi l'11 ottobre 1915.